# Ramin Golestanian
Ramin Golestanian (persan : رامین گلستانیان) est professeur au Département de physique et au Centre de Rudolf Peierls pour la Physique Théorique à l'Université d'Oxford. 
Il est membre du St John's College et affilié au Centre d'Oxford pour la matière molle et biologique (OCSBM).
En 2014, il a reçu la médaille et le Prix Holweck,  pour ses « contributions pionnières dans le domaine de la matière molle active, en particulier les nageurs microscopiques et les colloïdes actifs ».
En 2017, il a reçu le Prix de la Conférence Pierre-Gilles de Gennes.
Ramin Golestanian est actuellement directeur de l'Institut Max-Planck de dynamique et d'auto organisation à Göttingen, en Allemagne, à la tête du département de physique de la matière vivante.
Golestanian a grandi à Téhéran et a obtenu son diplôme du lycée d'Alborz en 1989. La même année, il a remporté une médaille de bronze aux 20e Olympiades internationales de physique (IPhO) en Pologne.
C'était la première fois que l'Iran participait à cette compétition internationale. 
Il a obtenu sa licence de l'Université de technologie de Sharif (1993), et son master (1995) et doctorat (1998) de l'Institut des études supérieures en sciences fondamentales (IASBS). 
Il a été chercheur invité à MIT, chercheur postdoctoral à l'Institut Kavli de physique théorique de l'UCSB, chaire Joliot et professeur invité CNRS à l'ESPCI et professeur invité au Collège de France. Avant de rejoindre Oxford, il a occupé des postes universitaires à l'IASBS et à l'Université de Sheffield.